# Adolf Weltschek
Adolf Weltschek (ur. 1953) – polski reżyser i aktor teatralny, dyrektor Teatru „Groteska” w Krakowie w latach 1998–2023.

## Życiorys
Absolwent filologii polskiej na Uniwersytecie Jagiellońskim. W 1980 zdał eksternistycznie egzamin aktorski, a w 1986 ukończył studia na Wydziale Reżyserii Dramatu Państwowej Wyższej Szkoły Teatralnej w Krakowie.
Pracował w Krakowskim Teatrze Scena STU jako aktor i reżyser (1975–1986), następnie był reżyserem kolejno w Teatrze Polskim w Bielsku-Białej (do 1986), Teatrze im. Wandy Siemaszkowej w Rzeszowie (do 1989) i Teatrze im. Cypriana Kamila Norwida w Jeleniej Górze (do 1991). Od 1991 związany z krakowskim Teatrem Lalki, Maski i Aktora „Groteska” (od 2012 Teatrem „Groteska”). Był kierownikiem literackim tej instytucji, a w 1998 został dyrektorem naczelnym i artystycznym teatru. Pełnił tę funkcję do 2023.
Reżyserował ponad 70 przedstawień teatralnych w około 20 placówkach teatralnych. Jest autorem m.in. 10 sztuk teatralnych, współtwórcą scenariuszy filmowych, pomysłodawcą i realizatorem widowisk plenerowych (m.in. Wielkiej Parady Smoków).

## Odznaczenia i wyróżnienia
- Złoty Krzyż Zasługi (2005)[3]
- Srebrny Medal „Zasłużony Kulturze Gloria Artis” (2011)[4]
- Brązowy Medal „Zasłużony Kulturze Gloria Artis” (2005)[4]
- Order Uśmiechu (2011)
- Nagroda Miasta Krakowa w dziedzinie kultura i sztuka (2023)[5]